# アキレス (小惑星)
アキレス (588 Achilles) は、トロヤ群で最初に発見された小惑星である。1906年にドイツの天文学者マックス・ヴォルフによってハイデルベルク天文台で発見された。『イリアス』に登場する英雄アキレウスにちなんで名づけられた。
アキレスは太陽 - 木星系で木星の軌道上前方のL4ラグランジュ点の周辺を安定して振動するように運動している。このような軌道の小惑星がいくつか見つかると、トロイア戦争に見立ててL4点にある小惑星にはギリシア側の人物、木星後方のL5点にある小惑星にはトロイ側の人物にちなんで命名されるルールが確立したが、区別がなされる以前に命名された (617) パトロクロスや (624) ヘクトルなどはこのルールに従っていないため、‘スパイ’扱いされることがある。